# Aulacoserica bredoi
Aulacoserica bredoi är en skalbaggsart som beskrevs av Louis Burgeon 1943. Aulacoserica bredoi ingår i släktet Aulacoserica och familjen Melolonthidae. Inga underarter finns listade.